# Черепицевидный червец
Черепицевидный червец (лат. Nipponaclerda turanica) — вид полужесткокрылых насекомых-червецов рода Nipponaclerda из семейства аклердиды (Aclerdidae).

## Распространение
Средняя Азия: Таджикистан, Туркменистан, Узбекистан.

## Описание
Длина уплощённых самок от 4 до 9,5 мм (ширина до 3,2 мм), они без ног и без усиков. Усики самцов 10-члениковые и ноги нормально развиты.
Питаются соками таких злаковых растений, как тростник (Phragmites communis, Phragmites australis), злаки Agropyrum repens и Andropogon halepensis (Poaceae).  Щетинки анального кольца развиты слабо, тонкие и короткие, по длине они значительно уступают размерам анальной пластинки и поэтому сверху почти незаметны.
Вид был впервые описан в 1950 году советским энтомологом Николаем Сергеевичем Борхсениусом.
Таксон Nipponaclerda turanica включён в состав рода Nipponaclerda вместе с таксонами Nipponaclerda biwakoensis, Nipponaclerda leptodermis, Nipponaclerda triumpha.